# Ustani bane
"Ustani, bane", hrvatska je domoljubna pjesma.

## Povijest
Pjesma je narodna i ima više inačica. Pjesmu Uskrsnuće Jelačića bana 1866. godine napisao je Ognjeslav Utješinović Ostrožinski i u njoj prvi puta uporabio je sintagmu Ustaj bane, ustaj naša diko!. Utješinović Ostrožinski napisao je tu pjesmu prigodom postavljanja spomenika banu Josipu Jelačiću, bila je tiskana i dijeljena kao letak a Utješinović Ostrožinski na zahtjev austrijskih vlasti nakon nekoliko mjeseci umirovljen je. Poziv Ustani bane, Hrvatska te zove prvi puta zabilježen je 1867. godine. Pjesma Ustaj bane napisana je 1906. godine, a objavljena je u Hrvatskom braniku, u broju 46, 1909. godine; autor je B. Županjac. Ustani bane je vjerojatno anonimna prerada pjesme Ustaj bane.

## Tekst
Ustaj bane
Ustaj, bane, Hrvatska te zove,
Ustaj, bane, iz grobnice svoje.
Ustaj, bane, Hrvatska te budi,
Ustaj sada, neka sablja sudi...
B. Županjac
Ustani bane, Hrvatska te zove ↓1
Bilo je to godine, devetsto i treće,
kad Hrvatsku zadesiše velike nesreće:
madžarske je zastave digo Hedervari
silom hoće Hrvatsku da je pomadžari.
Ustani bane, hrvatska te zove,
ustani bane Jelačiću!
Ustani bane, Hrvatska te zove,
ustani bane, spasi narod svoj!
Nema Hrvata, nema junaka
kao što je bio Jelačić ban!
Ali sada njega crna zemlja krije,
i zelena trava kiti njegov grob.
(Narodna)

### InačicaNajboljih hrvatskih tamburaša
Ustani bane
Bilo je to godine devetsto i treće,
kad su našu Hrvatsku stigle nesreće.
Mađarske zastave dig'o Hedervary,
silom hoće Hrvatsku da nam pomađari.
Ustani bane,
Hrvatska te zove, zove,
ustani bane,
Jelačiću.
Nema junaka, nema Hrvata,
kao što je bio Jelačić ban.
A sada njega crna zemlja krije,
i zelena trava prekriva mu grob.
Album: Hrvatska pjesmarica (1989.)

## Zabrane
Pjesma Ustani bane, Hrvatska te zove nakon Drugoga svjetskoga rata u doba socijalističke Jugoslavije bila je zabranjivana. Pridjev "hrvatski" jugokomunisti su osuđivali kao nacionalistički ispad. Nisu se smjele ni izvoditi ni tiskati sve do osamostaljenja Hrvatske 1991. god. Pjevale su se samo potajno. 
Osobe koje su pjevale nejugokomunističku inačicu pjesme za to su dobivale zatvorske kazne, a jugoslavenska milicija je takve osobe redovito premlaćivala.